# Bruant familier
Spizella passerina
Espèce
Statut de conservation UICN

 LC  : Préoccupation mineure
Répartition géographique
- Aire de nidification
- Voie migratoire
- Présent à l'année
- Aire d'hivernage

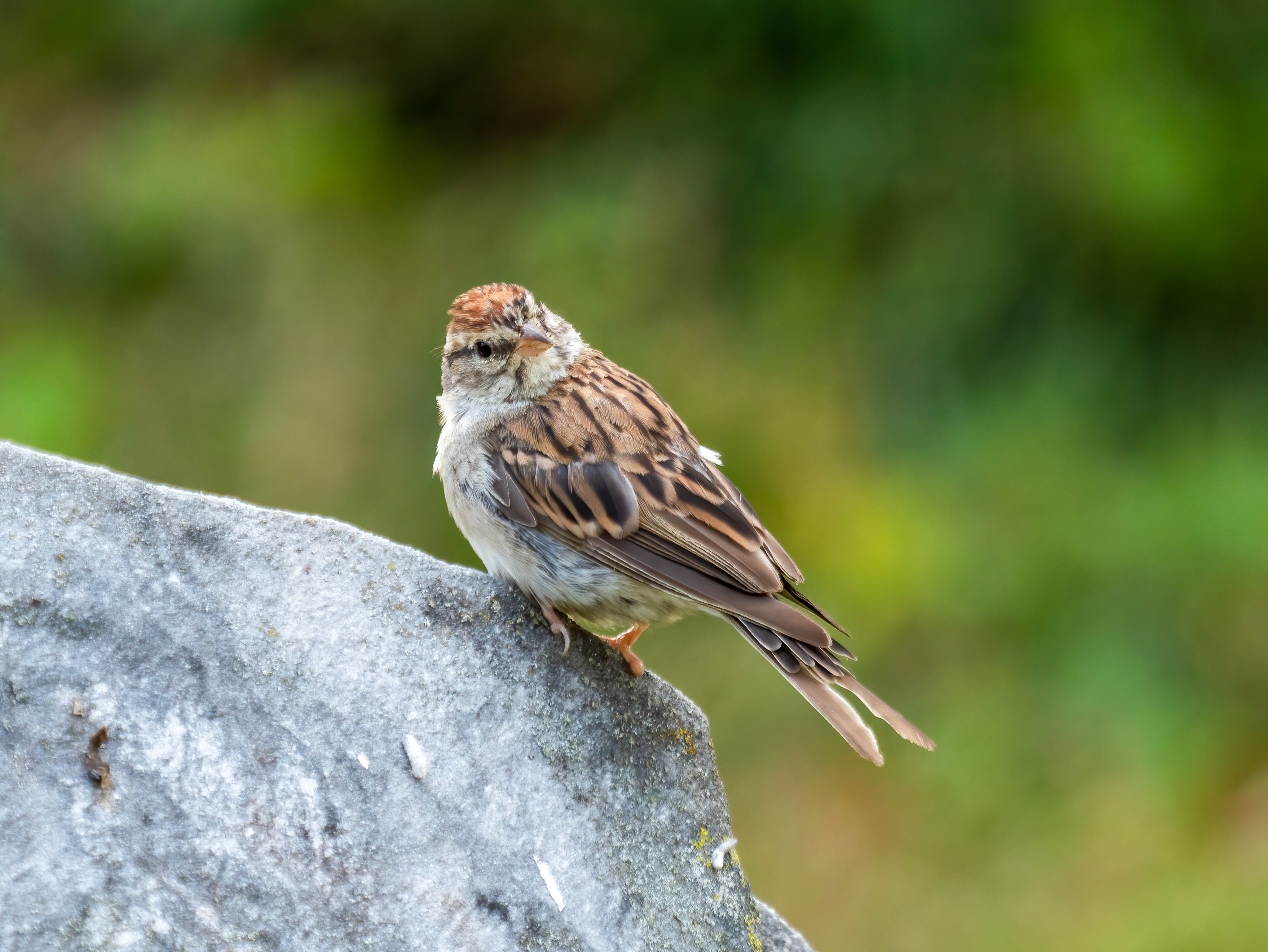
Un bruant familier dans le cimetière de Green-Wood, New York. Septembre 2022.

Le Bruant familier (Spizella passerina) est une espèce de passereau appartenant à la famille des Passerellidae. C'est un des oiseaux chanteurs les plus communs d'Amérique du Nord.

## Description
Le bruant familier est un bruant de petite taille, mesurant entre 12,7 et 14,7 cm de long et pesant de 11 à 15,5 g.
Ses ailes et son dos sont brunâtres ; il possède une calotte rousse bordée de blanc. Il a une bande oculaire et un lore noirs, avec des joues grises et un cou blanc. Ses ailes sont rayées de brun et noir.
En plumage internuptial, les joues sont beiges ou brunes et la calotte rousse rayée de noir. Cette calotte est brune rayée de noir chez le jeune qui présente des parties inférieures beiges tandis que celles de l'adulte sont grises. Le mâle et la femelle possèdent des plumages similaires.

## Répartition et habitat

### Répartition
Le bruant familier est largement répandu à travers toute l'Amérique du Nord. On le trouve jusqu'au nord du Canada, à la limite des arbres, et jusqu'au sud du Mexique durant l'été.

### Migration
Les populations de la moitié nord de l'Amérique du Nord sont migratoires, rejoignant la moitié sud. La migration peut débuter entre fin juillet et novembre en fonction des régions, pour un retour entre fin mars et mi-mai.

### Habitat
On trouve le bruant familier dans une variété d'habitats boisés plutôt ouverts, comme la lisière des forêts (en particulier de conifères), notamment avec un couvert de buissons. Cela lui permet de s'adapter aux environnements humains comme les jardins, les parcs ou les vergers.

## Écologie et comportement

### Alimentation
Le bruant familier se nourrit majoritairement de graines, mais complémente également son régime avec des insectes. Il a une préférence marquée pour les graines de digitaires, en particulier durant l'été.
Il se nourrit généralement sur les plantes situées à moins de 1 m du sol. Lorsqu'il chasse, il se perche à basse altitude, et attrape les insectes non-volants qui passent en dessous de lui avec son bec, les avalant d'un seul coup. Il change très régulièrement de perchoir.
En dehors de la saison des amours, on le trouve fréquemment en groupes de 25 à 50 individus, se coordonnant pour se déplacer entre différentes zones en se perchant dans les arbres. Durant la période de reproduction, il cherche sa nourriture seul ou en couple. Durant l'hiver, on peut aussi le retrouver dans des volées mixtes avec d'autres bruants, des merlebleus, des cardinaux ou encore des juncos.

### Reproduction
La saison de la reproduction du bruant familier début entre avril et juin en fonction des latitudes, pour se terminer entre juillet et août. Le nid, construit par la femelle, est confectionné sur une période de 2 à 8 jours, et prend la forme d'un bol très léger fait d'herbes séchées et de matériaux fins ; il est doublé de poil et de plantes fines. Il est placé à basse hauteur, en moyenne 1,1 m au-dessus du sol. La femelle pond en général entre 3 et 5 œufs, qui sont couvés uniquement par elle, pendant une durée de 11 à 12 jours. Les petits bruants quittent le nid assez rapidement, entre 8 et 10 jours après l'éclosion.

### Prédation et parasitisme
Le bruant familier est victime du parasitisme de couvée de la part du Vacher à tête brune. Il défendra son nid contre celui-ci, mais si le nid est parasité, il l'abandonne généralement.
Son nid peut être la victime de plusieurs serpents, incluant la Couleuvre rayée, d'oiseaux comme la Corneille d'Amérique ou le Geai bleu, ou encore du chat.
Les adultes sont également la proie des chats, ainsi que de prédateurs aviens comme l'Épervier de Cooper, la Crécerelle d'Amérique et le Faucon des prairies. L'Écureuil roux en est également un prédateur.

## Le bruant familier et l'humain

### Conservation
Le bruant familier est considéré comme une "préoccupation mineure" par l'UICN, au regard de sa population très grande (estimée à 240 000 000 d'individus) et sa large aire de répartition. L'espèce est cependant en léger déclin.